# マックス・フォン・シュラー
マックス・フォン・シュラー（本名：マックス・フォン・シュラー小林）は、日本の役者、ニュースコメンテーター、ナレーター、歴史研究家。ドイツ系アメリカ人。

## 概要
1956年、シカゴに生まれる。幼い頃から日本と第二次世界大戦に魅了される。
米軍海兵隊に所属していた1974年に岩国飛行場への赴任で来日。それ以来日本に居住している（一時は韓国で住んでいた）。
退役後は、役者として釣りバカ日誌8等に出演、ナレーターとして足立美術館音声ガイドを勤めるなど日本で活動。また多数の映画やテレビ番組にも出演。また歴史研究家を名乗り、著作やYouTubeなどでの発信も行っている。

## 主張
日本の戦争犯罪とされているものは全て欧米諸国の罪を糊塗するためのプロパガンダであるとする。そして韓国による日本バッシングでのトラブルの原因は全て韓国とする。
新型コロナウイルスは中国武漢市が発生源であることは間違いないとする。武漢市の研究所から実験に使われていたコウモリやネズミなどの動物が逃げ出すか販売目的で持ち出されてウイルスが漏れ出たとする。世界保健機関のテドロス・アダノムが中国の初期対応が感染拡大を防いだと賞賛するような発言を不自然とする。テドロス・アダノムの母国はエチオピアで、中国からの経済支援に頼っているため中国に都合の悪い発言はできず、中国が望むとおりの発言をさせられているだろうと見るため。
韓国の文在寅は、北朝鮮と組んで朝鮮半島に共産主義国家を樹立することを目指しているとする。2020年4月に金正恩が公の場から姿を消していたのは、金正恩は重大な病気になり、そのために信頼する金与正に権力を移行しようとしていたと見る。表面的に韓国と北朝鮮が緊張状態にあるように見えても、大局的には共産主義者の主導で朝鮮半島が統一すると見ている。こうなれば日本は対馬海峡をはさんで直接に共産主義勢力と向き合うため、日本にとって危機的な事態とする。
2020年アメリカ合衆国大統領選挙では、ドナルド・トランプが勝つ可能性が極めて高いと見ていた。白人を中心とした中間層の根強い支持と、暴動を沈静化できる強いリーダーを求める国民の声、民主党への不信感への強まり、軍がこぞってトランプを支持していることなどが追い風となっていたため。この時の日本に期待していることは確固たる自立の覚悟を定めること。憲法改正にも真剣に取り組み、自国の防衛を他国に依存することから脱却し、自分の国は自分で守るという当たり前の国になることを望む。日米両国が真の同盟国として世界の諸問題に取り組み、日本が世界を平和に導く真のリーダーになることを求める。
2022年1月30日のウクライナ情勢に注目が集まる時期に北朝鮮がミサイルを発射したことに対しては、抑止力の考え方を披露して軍事力が弱い国が滅亡した教訓を踏まえ、自分の国は自分で守ることの重要性を説く。日本が戦後70年間平和を保てたのは運が良かったからで、もっと国防への意識を強くもつべきとする。国会もこの事態に安易に考えてはならず、抑止力を高める具体的議論と対応を急ぎ、根本的には憲法9条改正も必要だろうと語った。
2022年9月にはロバート・D・エルドリッヂと対談を行い、バイデン政権になってからのアメリカでは国内で様々な問題を抱え、崩壊への道をたどっているということが語られる。

## 著作
「アメリカ人が語るアメリカの真実」（2016・ハート出版）

### 共著
「日本を弱体化させるワシントングローバリストの陰謀を潰せ！」（共著者：ジェイソン・モーガン・2024・ビジネス社）